# Iljušin Il-86

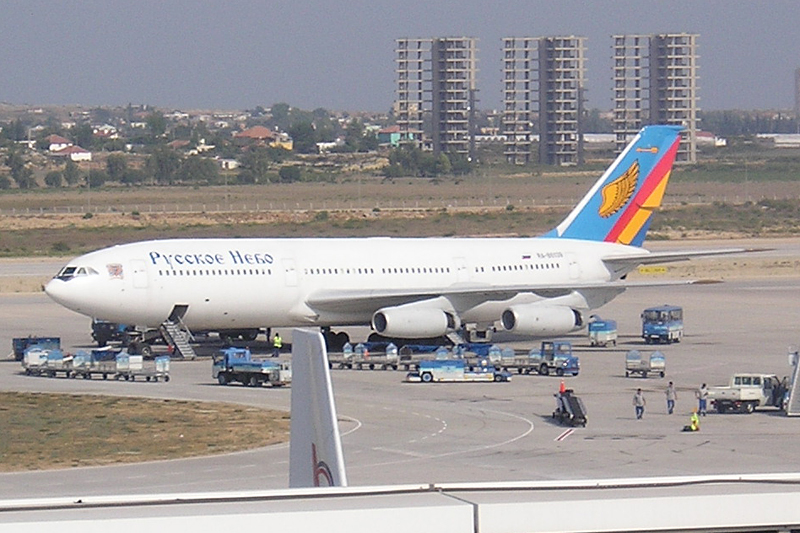
Il-86 - výstup cestujících

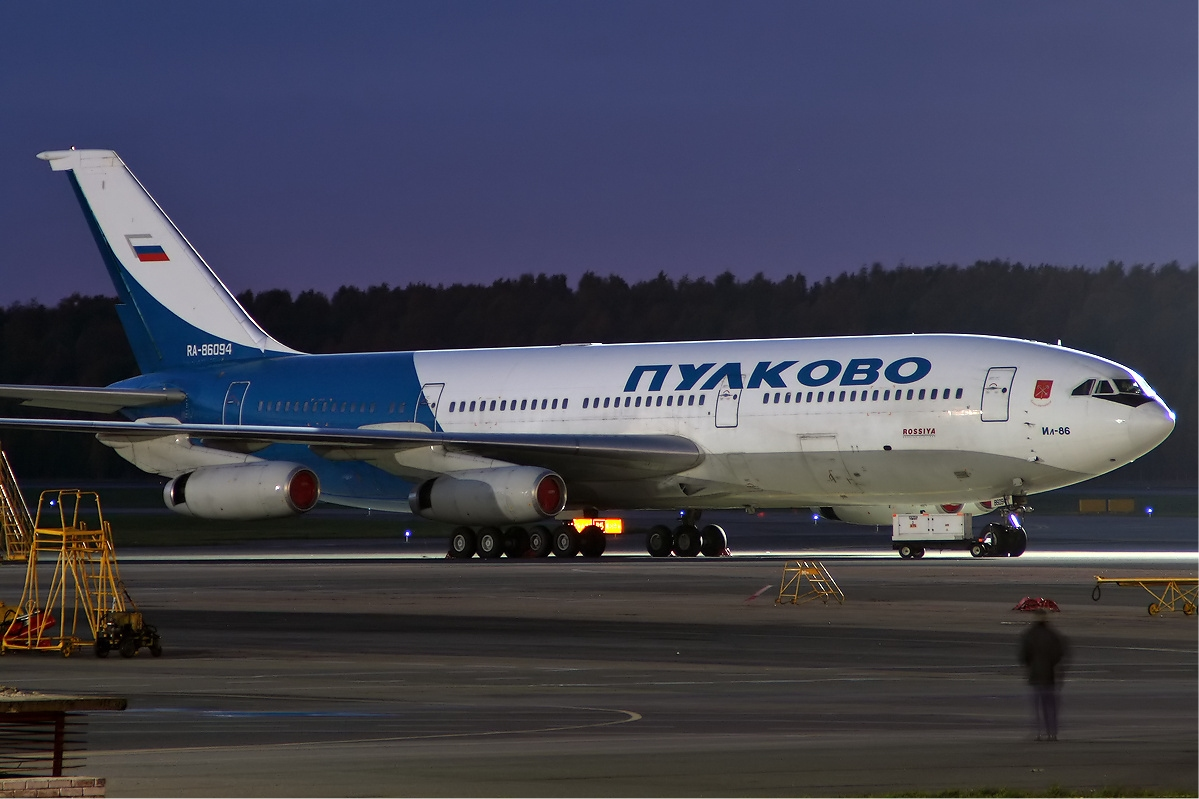
Il-86 společnosti Pulkovo

Iljušin Il-86 (V kódu NATO "Camber") byl sovětský proudový dopravní letoun. Jednalo se o první širokotrupý letoun sovětské konstrukce, schopný přepravy 234–350 cestujících (2 uličky, 3-3-3 sedadla vedle sebe). Jeho vývoj byl zahájen roku 1971 a první prototyp stroje vzlétl 22. prosince 1976, sériově se začal letoun vyrábět v roce následujícím. Il-86 měl sice v té době už zastaralé motory, byl v provozu hlučný a trpěl nízkým doletem, byl to však poměrně spolehlivý a bezpečný stroj s jediným fatálním incidentem, za téměř 30 let dopravního provozu. Jeho nástupcem měl být Il-96, který však vzhledem ke změněným politickým podmínkám po rozpadu Sovětského svazu nedoznal velkého rozšíření. 
Stroje používal převážně Aeroflot a později aerolinky postsovětských republik. Vyvezeny byly pouze tři letouny. V provozu se stroj přes jisté neduhy osvědčil jako bezpečný a spolehlivý s jedinou fatální nehodou se 14 oběťmi za třicet let přepravy cestujících, na rozdíl od jiných sovětských letounů. Letoun měl poměrně nízký podvozek a tři výklopná schodiště pro nástup a výstup cestujících, takže nebyl závislý na letištní obsluze schůdky.
V 80. letech býval tento letoun nasazován i na lince Moskva – Praha a zpět. Díky velkorysému řešení prostoru mezi sedadly, možnosti odložit zimní oblečení v šatně,  přes kterou se do letounu nastupovalo a díky dalším detailům, bylo cestování v tomto letounu na svou dobu a poměry východního bloku poměrně pohodlné. 
Celkem bylo vyrobeno 106 kusů Il-86. K začátku roku 2012 zůstaly ve službě pouze čtyři Il-86 - všechny u ruského letectva.
V březnu 2022 oznámila ruská letecká společnost S7 Airlines, že do provozu znovu zavede 3 kusy Il-86, přestavěné z nákladní zpět na pasažérskou verzi.

## Specifikace

### Technické údaje
- Posádka: 5
- Kapacita: 234–350 cestujících
- Rozpětí: 48,06 m
- Délka: 60,21 m
- Výška: 15,68 m
- Nosná plocha: 320 m²
- Max. vzletová hmotnost: 215 t, přistávací 175 t.
- Pohonná jednotka: 4 × dvouproudový motor Kuzněcov NK-86, tah po 127,5 kN

### Výkony
- Cestovní rychlost: 900 km/h
- Dolet: 4000 km